# 白旗神社
白旗神社（しらはたじんじゃ）は、関東地方・東北地方・中部地方に分布する神社である。白幡神社・白籏神社とも表記される。
多くは源頼朝を主祭神とするが、他に源義家・源義経などの源氏の武将、源氏の氏神である八幡神を主祭神とするものも多い。社名は源氏の旗である白旗に因むものである。
日本全国に70社あまりがあり、他に境内社として7社ほどがある。鎌倉幕府のあった神奈川県の他、千葉県に多く、他に茨城県・福島県・岩手県・宮城県・秋田県・富山県・山梨県・静岡県に分布する。

## 白旗神社（神奈川県鎌倉市雪ノ下）

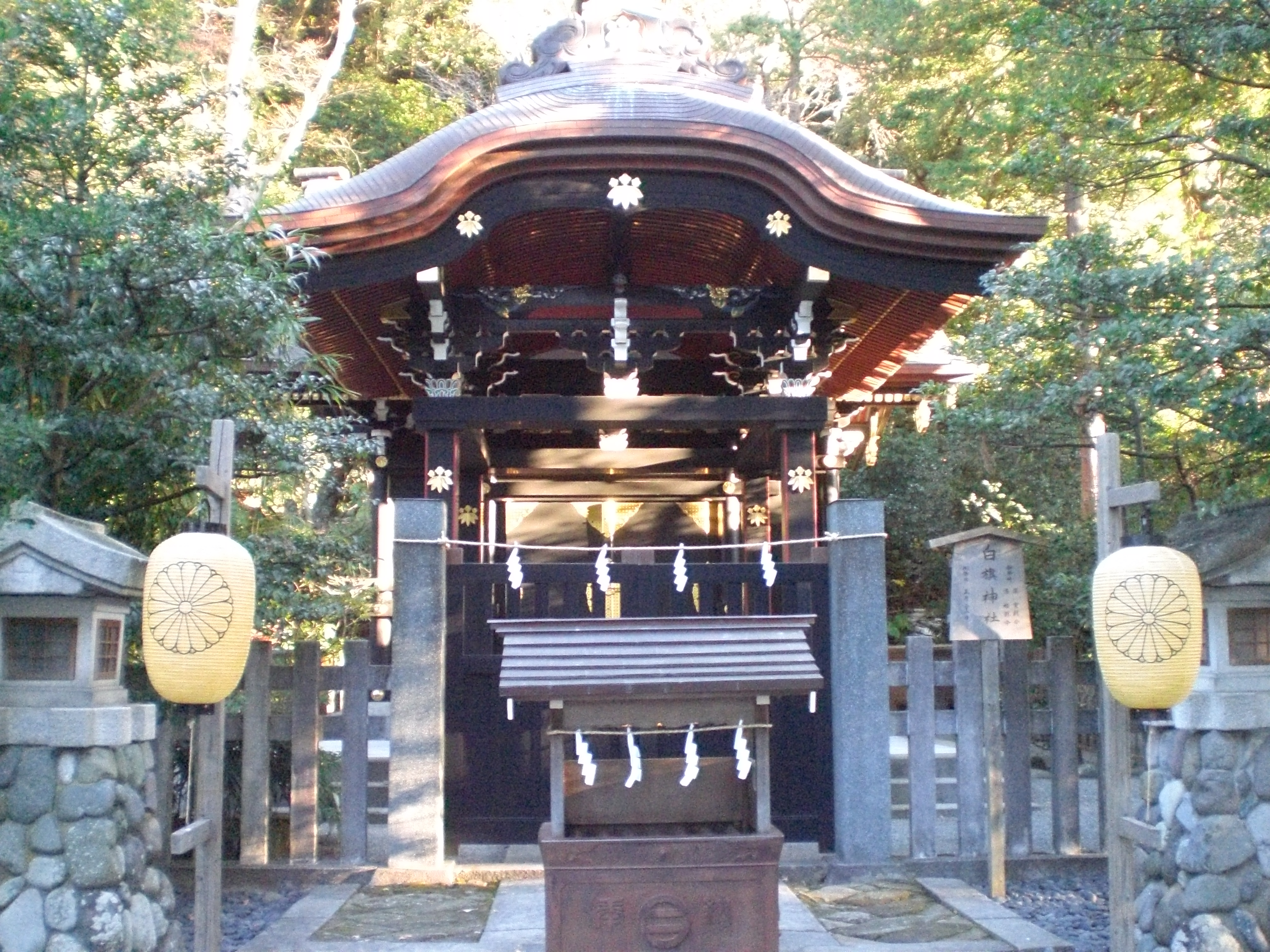
白旗神社（鎌倉市雪ノ下）

- 所在地　神奈川県鎌倉市雪ノ下二丁目1番31号

## 白旗神社（神奈川県鎌倉市西御門）

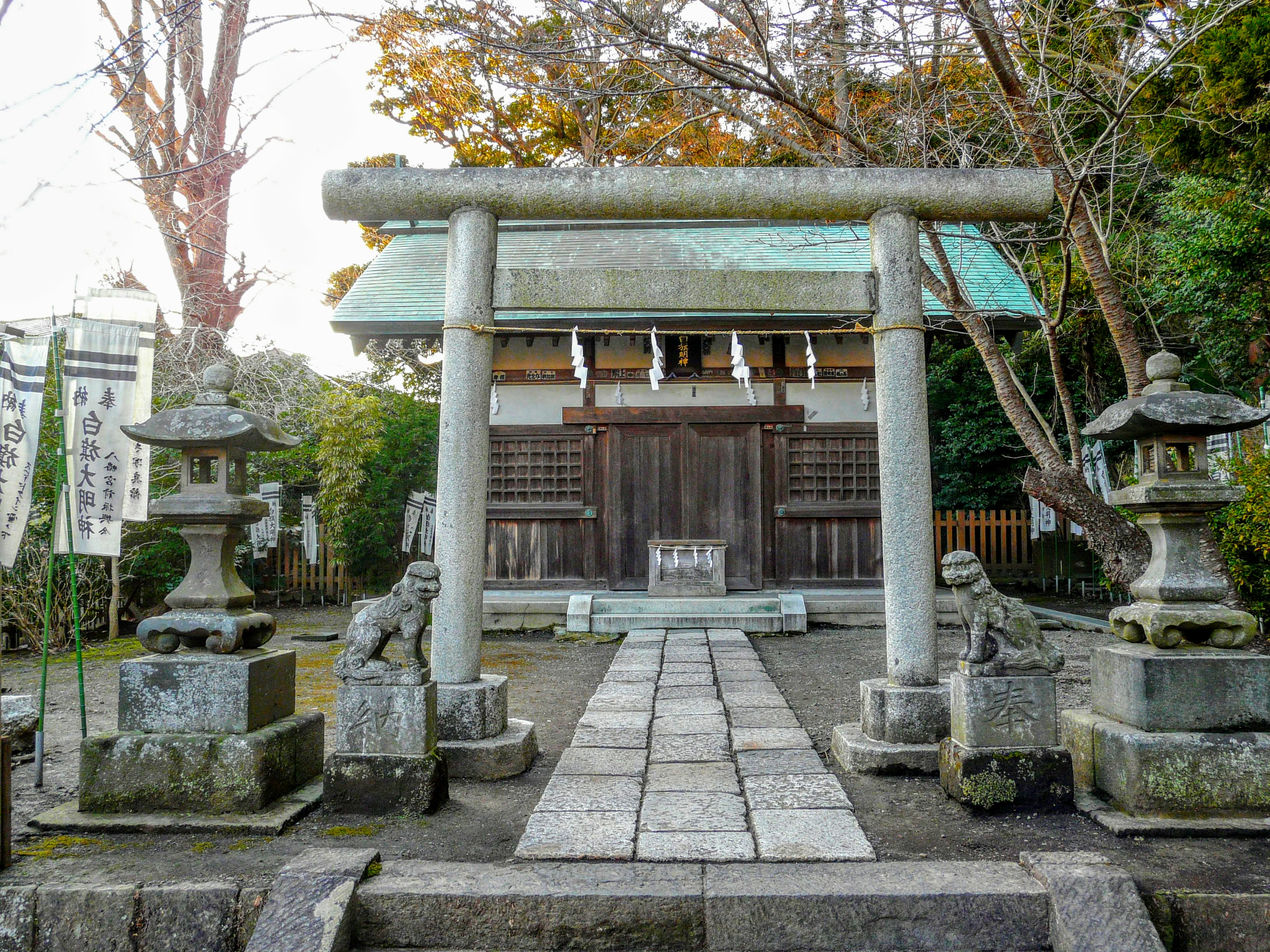
白旗神社（鎌倉市西御門）

- 所在地　神奈川県鎌倉市西御門二丁目1番24号
- 祭神　源頼朝
- 由緒　頼朝を祀る法華堂があった[1]が神仏分離令により廃止、白旗神社を明治5年（1872年）建立。
- 祭事　例祭1月13日

## 白旗神社（神奈川県藤沢市）
- 所在地　神奈川県藤沢市藤沢二丁目4番7号
- 祭神　寒川比古命、源義経

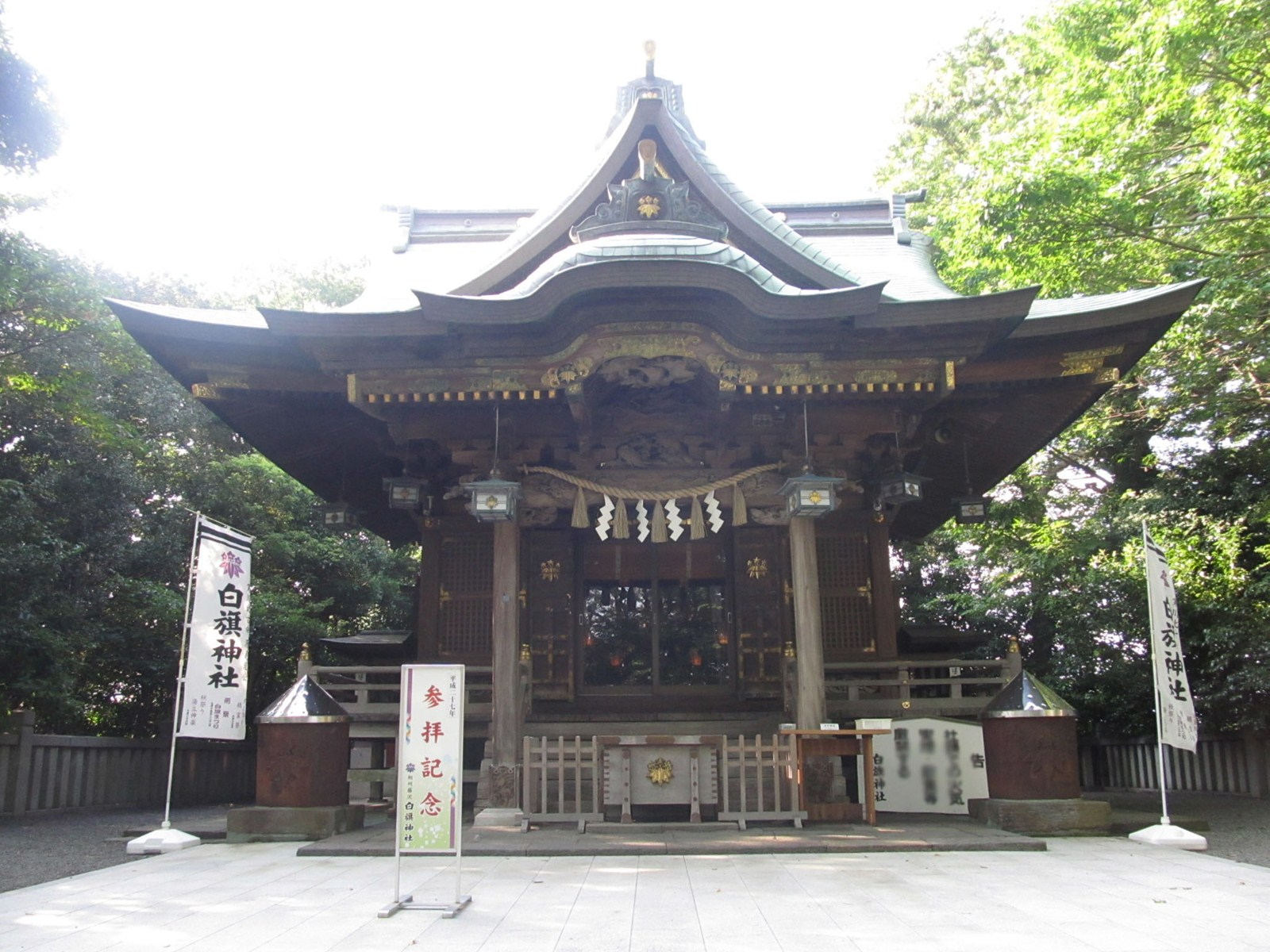
白旗神社（藤沢市）

- 由緒　創立年代不詳。寒川神社を勧請した寒川神社だったが、宝治3年（1249年）9月に源義経が合祀され白旗明神、白旗神社となった。近くに伝源義経公首洗井戸がある。腰越浦での首実検の後、境川に捨てられ流れ着いた義経の首がこの地に葬られたという伝説にまつわる。
- 祭事　例大祭7月15日〜21日

## 白旗神社（横浜市戸塚区品濃町）

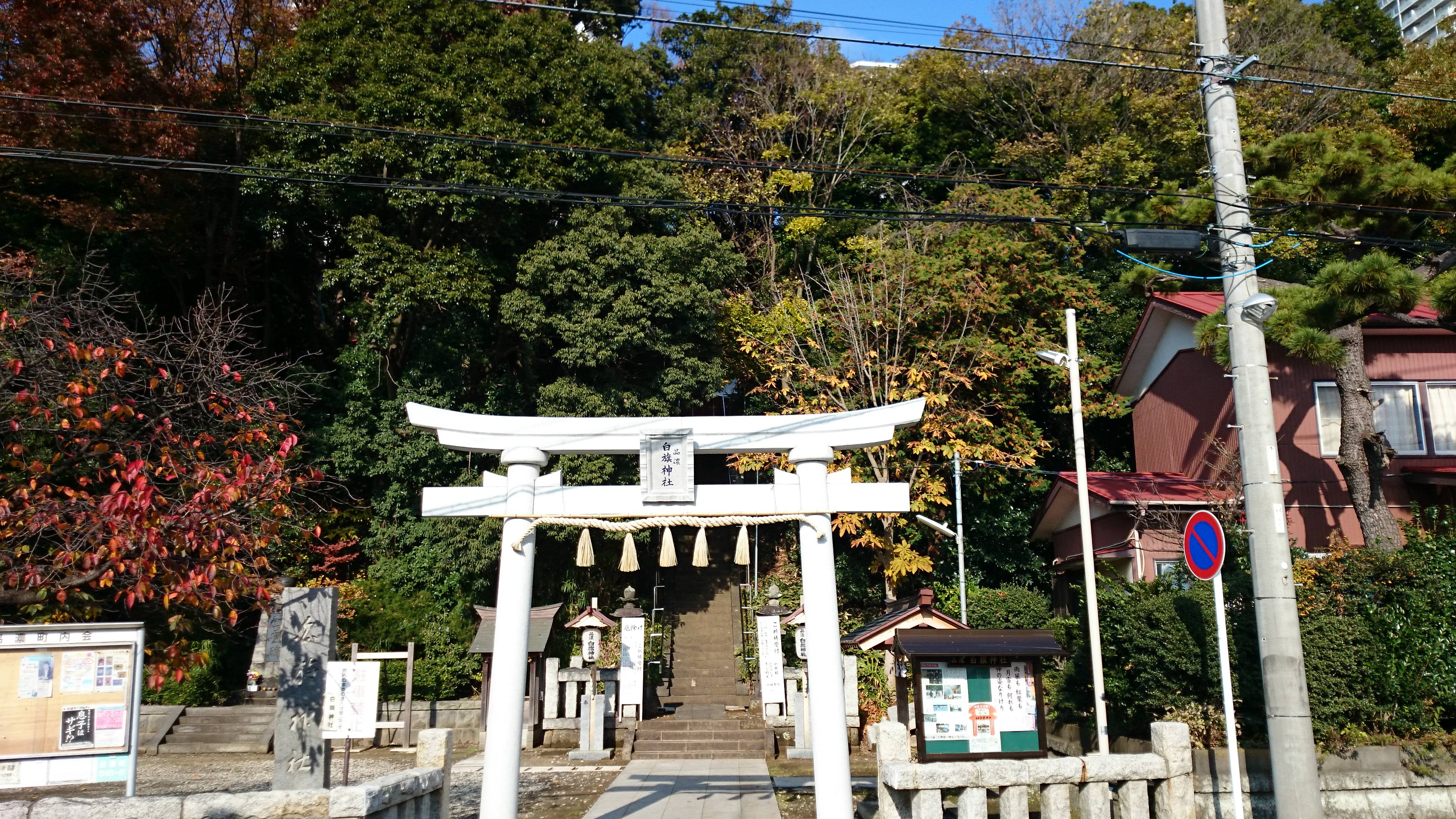
白旗神社（横浜市戸塚区品濃町）

- 所在地 神奈川県横浜市戸塚区品濃町518番地7[2] JR東戸塚駅より徒歩3分
- 祭神　新編相模風土記稿記載の江戸時代までの主祭神は源頼朝、現在は源義経、天照大神、豊受姫命[2]。主祭神が源頼朝から源義経に置き換わった経緯は不明。
- 由緒　康元元年（1256年）創建といわれている。 社殿は天正3年（1575年）、天保11年（1840年）に改築が行われた。[2]大正13年の関東大震災で倒壊したが、氏子には損害がなく、時の部落長　金子鉄五郎は「宮柱うちくだけても倒れても氏子の怪我なきぞ尊き」と献詠し、村人たちは「鎮守さまが身代わりになってくださった」と感激して翌年再建に着工、9月28日に竣工した。2009年放火により消失したが、氏子や近隣住民などの寄付により2012年秋に再築された。
- 祭事　例大祭（9月28日）、祈年祭（4月11日）、新嘗祭（11月28日）、七五三（11月28日）、大麻配布、慰霊祭、初詣
- その他　神社の裏手には白旗山公園がある。
- 外部リンク 品濃白旗神社の公式サイト

## 白旗神社（横浜市戸塚区平戸町）

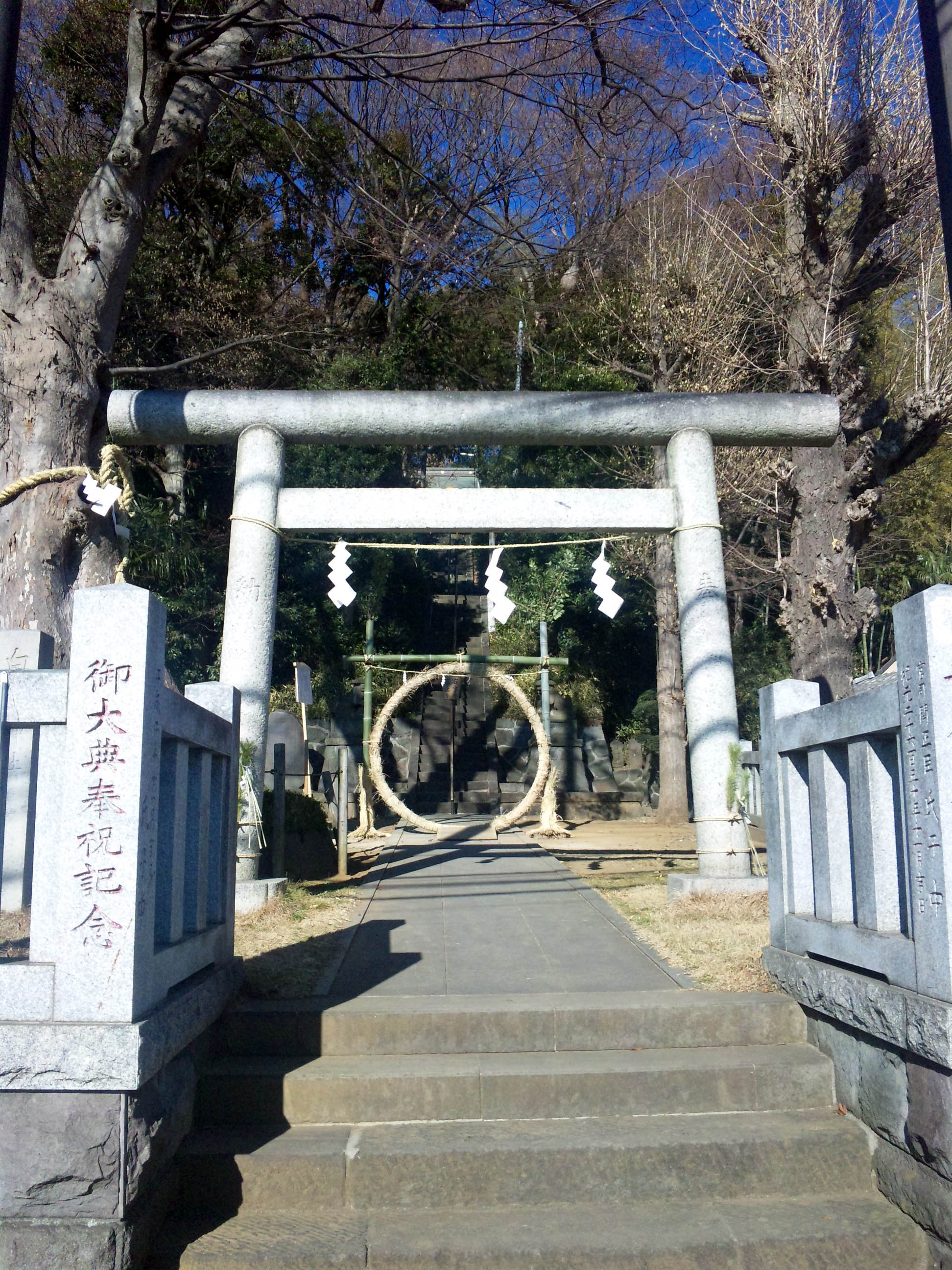
白旗神社（横浜市戸塚区平戸町）

- 所在地 神奈川県横浜市戸塚区平戸町302番地
- 祭神　源頼朝
- 由緒　乾元元年（1302年）9月9日鎌倉鶴岡の相承院の前住元智が勧請[3]。本社の隣にある、東福寺の鎮守として発足。明和6年1769年相承院を通じ、みたましろとして「右大将家（頼朝公）の御鬢髪三筋」を送られた。
- 祭事 例大祭（9月16日〜18日）　新嘗祭（11月28日）、七五三（11月28日）、全国戦没者慰霊祭遥拝式（8月15日）、初詣
- その他 敷地内には鎌倉古道がとおる。

## 白旗神社（神奈川県三浦市）
- 所在地　神奈川県三浦市初声町和田1746番地
- 祭神　天照大神、和田義盛[4]
- 由緒　弘長3年（1263年）和田義盛を白旗明神として祀った。

## 関連文献
- 「山之内庄 品濃村 白旗社」『大日本地誌大系』 第40巻新編相模国風土記稿5巻之101村里部鎌倉郡巻之33、雄山閣、1932年8月。NDLJP:1179240/63。